# Ilokelesia
Ilokelesia ist eine Gattung theropoder Dinosaurier aus der Gruppe der Abelisauridae. Bisher ist nur ein sehr fragmentarischer Fund bekannt, der aus der frühen Oberkreide (Oberes Cenomanium) der argentinischen Huincul-Formation stammt. Einzige Art ist Ilokelesia aguadagrandensis.
Der Name Ilokelesia stammt aus der Sprache der Mapuche (ilo – „Fleisch“, kelesio – „Echse“) und soll auf ein fleischfressendes Reptil hinweisen. Der zweite Teil des Artnamens, aguadagrandensis, weist auf den Fundort Aguada Grande.

## Merkmale
Ilokelesia war ein mittelgroßer Theropode. Von verwandten Gattungen lässt sich diese Gattung anhand der Anatomie des Quadratbeins sowie der Hals-, Rücken- und Schwanzwirbel abgrenzen. So waren beispielsweise die Halswirbel von der Seite betrachtet eher quadratisch als rechteckig.

## Systematik
In der Erstbeschreibung von Coria und Salgado (1998) wird diese Gattung als ein basaler (ursprünglicher) Vertreter der Abelisauria beschrieben, einer Gruppe innerhalb der Ceratosauria. Die Abelisauria umfassen laut diesen Forschern Ilokelesia sowie die Abelisauroidea einschließlich Noasauridae und Abelisauridae. Das Taxon Abelisauria findet jedoch nur selten Verwendung und wird von den meisten Forschern abgelehnt.
Jüngere Studien klassifizieren Ilokelesia dagegen als einen Vertreter der Abelisauroidea, wobei die genauen Verwandtschaftsbeziehungen umstritten sind. Carrano und Kollegen (2002) und Tykoski und Rowe (2004) sehen diese Gattung als basalen Vertreter der Abelisauroidea außerhalb der Abelisauridae. Carrano und Sampson (2008) sehen diese Gattung dagegen als abgeleiteten Vertreter der Abelisauridae und als Schwestergattung von Carnotaurus; die basale Position in früheren Analysen ist laut diesen Forschern auf die sehr fragmentarische Natur des einzigen bekannten Fundes zurückzuführen. Canale und Kollegen (2008) betrachten Ilokelesia ebenfalls als abgeleiteten Abelisauriden; in dieser Studie bildet diese Gattung zusammen mit Skorpiovenator, Ekrixinatosaurus, Carnotaurus und Aucasaurus die neue Gruppe Brachyrostra.

## Fund
Der einzige Fund (Holotyp, Exemplarnummer PVPH-35) wurde 1991 in der argentinischen Provinz Neuquén südlich von Plaza Huincul entdeckt. Es handelte sich um den ersten Fund eines Theropoden aus der Huincul-Formation. Die fragmentarischen Überreste schließen wenige Schädelknochen (Postorbitale und Quadratbein), Teile der Hals-, Rücken- und Schwanzwirbel, Halsrippen, Hämalbögen, Fußknochen sowie zwei Krallen mit ein. Wie Carrano und Sampson (2008) bemerken, gehören diese Knochen jedoch zu mindestens zwei verschiedenen Individuen, da drei Postorbitale entdeckt wurden. Zusammen mit diesen Fossilien wurde eine Wirbelserie geborgen, die zu einem dritten Exemplar gehörte: Obwohl es sich bei diesem Individuum ebenfalls um einen Abelisauroidea handelte, kann es derzeit nicht mit Sicherheit Ilokelesia zugeschrieben werden.